# Bruce LaBruce
Bruce LaBruce (nacido Brian Ronald Bruce; Southampton, Ontario, 3 de enero de 1964) es un escritor, realizador cinematográfico y fotógrafo canadiense afincado en Toronto conocido como "el pornógrafo punk".
Llamó la atención primero con la publicación del zine queer punk J.D.s coeditado con G. B. Jones. Con posterioridad ha escrito, realiza fotografías para Honcho e Inches, y ha dirigido algunas controvertidas películas que mezclan las técnicas del cine independiente con la pornografía gay. Según sus declaraciones con sus películas intenta rechazar el machismo presente en la pornografía corriente. En ella aparecen frecuentemente skin-heads, punkis y escenas sadomasoquistas.

## Biografía
Bruce LaBruce nació en una granja en Canadá. A los 18 años se trasladó a Toronto para estudiar cine. Allí dirigió el fanzine J.D.'s polo de la escena queercore norteamericana. “Delincuentes juveniles”, “James Dean”, “J.D. Salinger” y “Jack Daniels” se cifran, según el propio LaBruce, en las iniciales "JD" que interactúan así con el punk, las culturas jóvenes, gais y lésbicas contra las imágenes estilizadas de la homosexualidad en la industria cultural dominante. Esta hostilidad cargada de ironía aparece en sus cortos en el cruce entre las estrellas pop y el fetichismo de los medios de comunicación con las celebridades de cine porno y la impronta del camp.

"Mi crítica va dirigida contra el racismo, la división en clases sociales y la comercialización de todo producto."
Bruce LaBruce (2009) 

## Estilo y postura política
En cada filme, La Bruce se explota a sí mismo como estrella, haciéndose objeto de burlas y motes, interviniendo en las escenas de sexo explícito: «Todo lo que es explotable de uno es industrializable». De hecho su nombre, adjudicado por la cineasta Kathleen M. C., es la reduplicación del atributo “Bruce” que en el inglés de la década del 50 se usaba como "marica".

"Yo crecí con el cine de explotación. Mucha gente olvida que personas como Wes Craven y George Romero comenzaron a hacer películas de terror realmente baratas. Eso fue, en los años 70, el tipo más directo, pero también inconsciente, de expresión política de lo que estaba sucediendo políticamente, como la guerra de Vietnam y la desilusión del radicalismo de los años 60 y otras cosas se expresaron en los años 70 en forma de películas “B”."
Bruce LaBruce (2020) 

En No Skin Off My Ass (1991) cita y reinterpreta el filme de Robert Altman That Cold Day in the Park: la historia de una maestra soltera que se enamora de un joven delincuente. Bruce interpreta a un peluquero con los ojos delineados al estilo de Robert Mapplethorpe, obsesionado con los skinheads. Al mirar sus cabezas peladas dice en susurro: «El único corte de pelo que tiene sentido hoy». Cuando finalmente se produce la escena sexual el peluquero Bruce la filma en super 8: «Supe que nunca se lo iba a mostrar a nadie, era demasiado personal», dice. Así LaBruce pone en escena la fetichización de la cámara, particularmente la del super 8 (se oye el rodar permanente de la cinta, se ve la granulación del blanco y negro): «Si quieres estar en mi vida tienes que estar en mi película». Esa sería la frontera entre su cine y la pornografía: no la mirada del voyeur sino la del director dentro del cuadro. En tanto experimenta con la industria, la televisión y los efectos sonoros en contrapunto con la imagen, LaBruce interpela lo que se puede mostrar en una escena de sexo. De allí la filiación que se le adjudica, y que acepta, con Kenneth Anger, Jack Smith, Andy Warhol y Paul Morrissey.

"Era pobre, no tenía dinero, vengo de una clase trabajadora, así que decidí estudiar Teoría del Cine y obtuve mi maestría en Teoría del Cine y Pensamiento Social y Político. Pero en el fondo de mi mente quería hacer películas y luego comencé a trabajar en Super-8 porque era barato, y en la escena punk de Toronto había mucha gente trabajando en Super-8.(...) solo estaba documentando a mis amigos locos, vivía en una casona con una banda de punk de chicas, y todo era como documentar nuestras vidas agitadas. Pero, sabes, esa era también mi estética, porque era punk, me gustaba la suciedad y, digamos, la estética en bruto.(...) Entonces, por supuesto, estaba trabajando sin ningún permiso o sin ninguna regla, corría por cualquier lugar, incluso si es ilegal, de pronto tenía a la policía persiguiéndome. Así fue."
Bruce LaBruce (2020) 

En 1996, su elenco punk se trasladó a Hollywood para el rodaje de Hustler White donde dirige con Rick Castro. El film inicia con una referencia al clásico Sunset Boulevard de Billy Wilder: el actor Tony Ward, modelo fetiche de los videos de Madonna, flota boca abajo en un jacuzzi, mientras su voz en off da inicio al flashback que constituye el cuerpo de la película. Una vez más, la furiosa ironía de Bruce cae en primera instancia sobre él mismo, en su interpretación del viejo antropólogo Jurgen Anger. A partir de allí, la Babilonia de Hollywood con su calculada economía pornográfica estalla. La proliferación de lo grotesco le devuelve a la ciudad sus jugueteos inocuos de sexo y dinero canibalizados por el punk. La presentación de la película en el Festival de Sundance lo convirtió en un favorito del cine de culto. Ha recibido premios y subvenciones en festivales como Róterdam, Londres, Berlín, Dublín, Tesalónica, Toronto, Vancouver, San Francisco y Tokio. 

"Mi pasión por la fotografía adquiere protagonismo a finales de los 90, cuando rodé Hustler White y trabajé con muchos actores de la industria pornográfica. Era un tipo de fotografía que se pagaba muy bien y me permitió entrar en el círculo profesional de otros artistas afamados como Richard Kern. En cualquier caso me habitué a la misma entre pausas de rodaje, retratando al reparto de aquellas cintas"
Bruce LaBruce (2009) 

En contra de la estilización de la cultura gay posterior a Stonewall, la cinematografía de LaBruce rechaza la aceptable imagen de la subcultural unida a la estigmatización. Los cruces entre lo punk, lo skin y lo queer desmontan los límites a partir de los cuales la cultura construye identidades. A la consigna del punk «no hay futuro» Bruce LaBruce responde «el futuro es el porno». 

"Creo que lo que realmente distingue a mis películas, lo que las hace únicas es que soy completamente pornográfico. Nunca rehúyo lo pornográfico. A veces me conectan con el New Queer Cinema, el movimiento de los noventa con Gus van Sant, Todd Haynes, Gregg Araki, etc. Pero, quiero decir, soy el único que estaba haciendo porno hardcore real. Y mi enfoque es trabajar con el porno y usar el porno como una herramienta política. Como una especie de activismo queer, un activismo extremo. Porque todo el motor del movimiento de liberación gay se basó en una sexualidad extrema y empujó el sexo a sus límites externos, siendo totalmente poco convencional y sexualmente experimental."
Bruce LaBruce (2020) 

LaBruce también ha sido columnista de la revista musical canadiense Exclaim! y Eye Weekly de Toronto. 

"Combino mi faceta como cineasta con mi trabajo como escritor y fotógrafo para algunas publicaciones especializadas. Soy columnista de diversas revistas y escribo sobre arte, política, sociedad y temas culturales en general. Todo ese material en el que reflejo mis propios pensamientos me sirve de base para el trasfondo de mis proyectos cinematográficos."
Bruce LaBruce (2009) 

En febrero de 2012 se abrió una exposición de fotografías suyas en Madrid (galería La Fresh), para las cuales participaron como modelos los actores Rossy de Palma y Pablo Rivero, y los cantantes Alaska y Mario Vaquerizo. Pocos días después de la inauguración, el local sufrió un ataque vandálico con el lanzamiento de un cóctel molotov que no llegó a arder y fue retirado por los Tedax.

## Filmografía
| Año  | Título                                             | Notas                            |
| ---- | -------------------------------------------------- | -------------------------------- |
| 2024 | The Visitor                                        |                                  |
| 2022 | The Affairs of Lidia                               |                                  |
| 2020 | Saint-Narcisse                                     |                                  |
| 2020 | The Men                                            | Serie de televisión, 1 episodio  |
| 2019 | 30/30 Vision: 3 Decades of Strand Releasing        |                                  |
| 2018 | Valentin, Pierre y Catalina                        | Cortometraje                     |
| 2018 | Scotch Egg                                         | Cortometraje                     |
| 2018 | CockyBoys                                          | Serie de televisión, 4 episodios |
| 2018 | It is Not the Pornographer That is Perverse...     |                                  |
| 2017 | Sodomise Me                                        | Codirigido por Erika Lust        |
| 2017 | Refugee's Welcome                                  | Cortometraje                     |
| 2017 | The Misandrists                                    |                                  |
| 2017 | Ulrike's Brain                                     |                                  |
| 2014 | Pierrot Lunaire                                    |                                  |
| 2014 | Défense de fumer                                   | Cortometraje                     |
| 2013 | Gerontophilia                                      |                                  |
| 2011 | Fucking Different XXX                              |                                  |
| 2011 | Durch die Nacht mit...                             | Serie de televisión, 2 episodios |
| 2010 | Weekend in Alphaville                              | Cortometraje                     |
| 2010 | The Bad Breast; or The Strange Case of Theda Lange | Cortometraje                     |
| 2010 | L.A. Zombie                                        |                                  |
| 2008 | Otto; or Up with Dead People                       |                                  |
| 2007 | Give Piecce of Ass a Chance                        | Cortometraje                     |
| 2004 | The Raspberry Reich                                |                                  |
| 2001 | Wilde Ferien                                       | Bajo el nombre Jürgen Anger      |
| 2001 | Wild Stallions                                     | Bajo el nombre Jürgen Anger      |
| 2000 | Frankfurt Stories                                  | Bajo el nombre Jürgen Anger      |
| 2000 | Come as you are                                    | Cortometraje                     |
| 1999 | Skin Gang                                          |                                  |
| 1996 | Hustler White                                      |                                  |
| 1994 | Super 8½                                           |                                  |
| 1992 | The Post Queer Tour                                | Cortometraje                     |
| 1992 | A Case for the Closet                              | Cortometraje                     |
| 1992 | Slam!                                              | Cortometraje                     |
| 1991 | No Skin Off My Ass                                 |                                  |
| 1988 | Home Movies                                        | Cortometraje                     |
| 1987 | I know what it's like to be dead                   | Cortometraje                     |
| 1987 | Boy, Girl                                          | Cortometraje                     |